# Lița
Lița es una comuna ubicada en el distrito de Teleorman, Rumania.

## Superficie
Posee una superficie de 49,89 kilómetros cuadrados.

## Demografía
Hasta 2021 la población era de 2073 habitantes, con una densidad de población de 41,55 habitantes por kilómetro cuadrado.